# Acalolepta ussuriensis
Acalolepta ussuriensis är en skalbaggsart som först beskrevs av Plavilstshikov 1954.  Acalolepta ussuriensis ingår i släktet Acalolepta och familjen långhorningar. Inga underarter finns listade i Catalogue of Life.